# Ariane Mnouchkine
För andra betydelser, se Ariane.
Ariane Mnouchkine, född 3 mars 1939 i Boulogne-Billancourt, är en fransk teaterledare, scen- och filmregissör. Hon grundade 1964 Théâtre du Soleil, som håller till i en nedlagd fabrik i Vincennes utanför Paris. Théâtre du Soleils arbetsform är kollektiv, och teatern räknas som en av Frankrikes ledande experimentella scener.
Mnouchkine debuterade som filmregissör 1974 med 1789, en filmatisering av en av teaterns föreställningar. Hennes mest kända film, Molière (1978), en frodig skildring av komediförfattaren Molières liv och samtid som samtidigt lägger vikt på den teaterhistoriska förnyelse som Molières teater representerade.
Hennes manus till filmen L'homme de Rio (1964) nominerades till en Oscar för bästa originalmanus. Molière nominerades till Guldpalmen vid filmfestivalen i Cannes 1978 och till två César (bästa manus och bästa film) 1979. Hon tilldelades Internationella Ibsenpriset 2009.

## Filmografi
- 1964 – L'homme de Rio (manus)
- 1974 – 1789 (manus och regi)
- 1978 – Molière (manus och regi)
- 1981 – Molière, ou la vie d'un honnête homme (regi; miniserie för tv)
- 1989 – La nuit miraculeuse (regi; tv-film)
- 2003 – Tambours sur la dique (regi; tv-film)
- 2006 – Le dernier caravansérail (regi)

## Priser och utmärkelser
- Internationella Ibsenpriset 2009
- Goethemedaljen 2011